# Coleocentrus incertus
Coleocentrus incertus är en stekelart som först beskrevs av William Harris Ashmead 1906.  Coleocentrus incertus ingår i släktet Coleocentrus och familjen brokparasitsteklar. Inga underarter finns listade i Catalogue of Life.